# Hadle Kańczuckie
Hadle Kańczuckie est un village du sud-est de la Pologne dans la voïvodie des Basses-Carpates. Il fait partie de la gmina de Jawornik Polski (commune rurale) et du powiat de Przeworsk. La population du village s'élevait à 255 habitants en 2011.

## Géographie
| Tanarwka |                  | Manasterz |
|          | Hadle Kańczuckie |           |
|          | Hadle Szklarskie | Mikulice  |

Hadle Kańczuckie se situe à environ 3,8 km de Jawornik Polski, 23 km de Przeworsk la capitale du powiat et 38 km de Rzeszów la capitale régionale.